# タックイン (お笑いコンビ)
タックインは、吉本興業東海支社に所属するお笑いコンビ。結成は1989年9月。

## メンバー
2人ともツーリングが趣味である。
- 沢 信之（さわ のぶゆき、1966年10月31日[1] - ）（58歳）
ボケ役。岐阜県大垣市出身[1]。立ち位置は左。ルービックキューブが得意ということで、『ぐっさん家』（東海テレビ）に出演したことがある。天体観測が趣味[1]。巨人ファン。ナインティナインからも「兄さん」として慕われており、『ぐるぐるナインティナイン』（日本テレビ）に出演したことがある。
- 三根 孝彦（みね たかひこ、1969年1月28日[1] - ）（56歳）
ツッコミ役。愛知県名古屋市出身[1]。立ち位置は右。既婚者。名古屋市出身ということもあって、イントネーションなどが名古屋弁である。ドラゴンズファン。ビール好き。根っからの鉄道ファン。中京テレビで放送された｢芸能界鉄道研究会 鉄研｣の出演者。

## 経歴
コンビ名は自動車のタックインに由来する。2人とも名古屋NSC出身（1期生）であり、なおかつ名古屋吉本所属の芸人としても1期生である。大阪NSC8期と同期扱い。卒業後そのまま活動している為、師匠にあたる人物がおらず、師匠がいる他のタレントをうらやましいという事を思っているらしい。
毎年名古屋国際女子マラソン→名古屋ウィメンズマラソンを沿道で観戦するそうで、2008年は例年以上に注目されたこともあって大勢詰め掛けた沿道の人たちに驚いたそうである。

## 出演

### ラジオ番組
- タックインの太田川放電所（メディアスエフエム、知多メディアスネットワークケーブルTV、2007年 - ）
  - 太田川放電所 リラックス!（2019年10月5日 - 2020年3月28日） - パーソナリティ：タックイン沢信之・丹羽真由実
  - 太田川放電所 デラックス!（2020年4月4日 - ） - パーソナリティ：タックイン・丹羽真由実（2020年4月4日 - 2020年9月26日）→吉田さやか（2020年10月4日 - 2021年9月26日）
- サンキューイブニング（ラジオサンキュー） - 木曜日担当（三根のみ）
- タックイン三根のノリノリ!（ラジオサンキュー） - 「サンキューイブニング」木曜日に内包の薄口鉄道雑談番組。かつてはミュージックバードにより時差全国放送したこともある。（三根のみ）

過去
- 今夜もやっぱりFUNKYパジャマ（東海ラジオ）
- 2COOL!（東海ラジオ） - 2005年度水曜・2006年度火曜（2007年1月23日～）・2007年度火曜
- 源石和輝の土曜スタイル!（東海ラジオ） - タックインのしあわせ生中継！50の提言・レポーター担当。2009年4月4日～2010年4月3日。
- イチヂカラ!（東海ラジオ）
  - 山浦!深谷!イチヂカラ!（2019年4月 - 2020年3月） - イチヂカラ応援隊・水曜日担当（三根のみ、休演時に沢が代演）
  - 山浦ひさし!イチヂカラ!（2020年4月 - 2020年9月） - アシスタント・水曜日担当（三根のみ）

など

### テレビ番組
- 三枝の情報生テレビ うわさのミミンバ!（東海テレビ）
- FNS27時間テレビ

など

### テレビドラマ
- 舞台はサブ・コントロール（中京テレビ・2019年5月11日） - 神田明正 役（三根）
- 翔べ!工業高校マーチングバンド部 〜泣き虫先生が僕らに教えてくれたこと〜（中京テレビ・2020年4月4日） - PTA 役（三根）

### 映画
- ヒーローマニア -生活-（2016年） - 宇野の取り巻きA／ホームレス 役（沢）
- フォーティーン（第9回沖縄国際映画祭上映作品） - 坂田 役（沢）
- 鋼音色の空の彼方へ（2022年） - 須藤正男 役（三根）
劇中にて製作される映画で伊藤政則を演じる大物芸人役。これがきっかけとなり、伊藤主催のトークイベント「政則十番勝負2022」に、丹下眞也（OUTRAGE）、本作の監督・山田貴教と共にゲスト出演している。